# والدنویکیرشن
والدنویکیرشن (به آلمانی: Waldneukirchen) یک منطقهٔ مسکونی در اتریش است که در ناحیه استیر لند واقع شده‌است. والدنویکیرشن ۲۶ کیلومتر مربع مساحت دارد ۴۴۶ متر بالاتر از سطح دریا واقع شده‌است.